# Mikrofonem
Mikrofonem – segment sygnału mowy używany w procesach analizy mowy o stałej długości czasowej wynoszącej około 20-40 ms. Według niektórych językoznawców termin ten odpowiada allofonowi, czyli głosce będącej manifestacją jakiegoś fonemu.